# Kār Sālār
Kār Sālār (persiska: كار سالار, كارسولار) är en ort i Iran.   Den ligger i provinsen Mazandaran, i den norra delen av landet, 150 km öster om huvudstaden Teheran. Kār Sālār ligger 548 meter över havet och antalet invånare är 183.
Terrängen runt Kār Sālār är kuperad norrut, men söderut är den bergig. Runt Kār Sālār är det ganska glesbefolkat, med 34 invånare per kvadratkilometer. Närmaste större samhälle är Pol-e Sefīd, 16,8 km sydost om Kār Sālār. I omgivningarna runt Kār Sālār växer i huvudsak blandskog.